# Princes Ice Hockey Club
Il Princes Ice Hockey Club fu una squadra britannica di hockey su ghiaccio.

## Storia
Fondata alla fine del 1896, la squadra aveva sede presso il Prince's Skating Club di Hammersmith.  Inizialmente sfidarono in partite amichevoli altre tre formazioni nate nella zona, i Niagara, i Brighton ed i Royal Engineers. I London Canadians furono fondati nello stesso luogo nel 1902, ed entrambe parteciparono alla prima lega europea, tenutasi fr ail novembre 1903 ed il febbraio 1904.  In questo campionato a cinque squadre i Princes giunsero secondi.
Nel 1906 giocarono un primo incontro su scala internazionale, opposti allo Sporting Club de Lyon.  Nel 1907 sfidarono di nuovo il Lione ed il Brussels Club des Patineurs.  Nel 1908 affrontarono il C. P. P. Paris nel primo incontro in Gran Bretagna giocato seguendo le regole internazionali stabilite dalla Ligue Internationale de Hockey sur Glace.  That Parteciparono in quell'inverno anche al primo torneo internazionale di hockey, tenutosi a Berlino, come rappresentativa dell'"Inghilterra", battendo Germania e Francia. Nel gennaio 1909, giocando ancora come Inghilterra, vinsero un nuovo torneo a Chamonix, battendo la Francia dopo 40 minuti di supplementari.
Negli anni seguenti, con i successori dei London Canadians, gli Oxford Canadians, i Princes intrapresero frequenti tour per promuovere l'hockey e per incoraggiare l'ambiente all'uniformazione delle regole.  Con lo scoppio della prima guerra mondiale il Princes Skating Club chiuse e con esso anche la squadra di hockey.
Nel 1927 venne fondata una nuova squadra chiamata Princes, con sede a Westminster. Si spostarono poi al Queens nel 1930 e l'anno seguente parteciparono alla prima stagione della English League. Nel 1932 si fusero però nel Queens Ice Hockey Club.